# Giuseppe Laterza
Giuseppe Laterza (Conversano, 12 de novembro de 1970) é um diplomata e prelado italiano da Igreja Católica pertencente ao serviço diplomático da Santa Sé.

## Biografia
Obteve o bacharelado em filosofia (1990) e o bacharelado em teologia (1993). Em 31 de outubro de 1993 foi ordenado diácono pelo cardeal Camillo Ruini, e em 12 de novembro de 1994 recebeu a ordenação presbiteral de Domenico Padovano, sendo incardinado na Diocese de Conversano-Monopoli.
Também é licenciado em teologia litúrgica (1995), doutor em direito canônico (2000) e licenciado pela Pontifícia Academia Eclesiástica em 2003, para fazer parte do Serviço Diplomático da Santa Sé, ao qual ingressou em 1 de julho de 2003.
Atuou nas Representações Pontifícias no Uruguai, na Polônia, na Seção de Relações com os Estados da Secretaria de Estado, na Itália e na Geórgia.
É fluente, além do italiano nativo, em inglês, espanhol e francês.
Em 5 de janeiro de 2023, foi nomeado pelo Papa Francisco como núncio apostólico no Chade e na República Centro-Africana, com a dignidade de arcebispo titular de Vartana. Recebeu a ordenação episcopal em 4 de março seguinte, na Catedral de Conversano, do Cardeal Secretário de Estado Pietro Parolin, coadjuvado pelo cardeal Dominique Mamberti, prefeito do Supremo Tribunal da Assinatura Apostólica e por Giuseppe Favale, bispo de Conversano-Monopoli.
Em 28 de maio de 2024, passa para a Sé titular de Polinianum.